# Juan Crisostomo Soto
Juan Crisostomo (Crissot) Soto (Bacolor, 27 januari 1867 – Manilla, 12 juli 1918) was een Filipijns dichter en toneelschrijver. Hij maakte gebruik van het pseudoniem Crissot en wordt wel aangeduid als "vader van de Pampango-literatuur".

## Biografie
Juan Crisostomo Soto werd geboren op 27 januari 1867 in Bacolor, provincie Pampanga. Zijn ouders waren Santiago Soto en Maxima Caballo. Nadat hij in eerste instantie privéonderwijs volgde ging hij voor zijn middelbareschoolopleiding naar de school van Vicente Quirino in San Fernando. Aansluitend studeerde hij aan het Colegio de San Juan de Letran. Daar was hij echter meer bezig met zijn passie voor gedichten en toneelstukken dan met zijn studie. Zo schreef hij onder meer een Pampango vertaling voor het Shakespeare's Romeo and Juliet. In 1884 stopte hij met zijn studie en keerde terug naar Bacolor. Daar werkte hij als boekhouder en later als gevangenisbewaarder. Daarnaast schreef hij toneelstukken en vertaalde bestaande toneelstukken in het Pampango.
Tijdens de Filipijnse revolutie deed Soto in de tweede fase actief mee, toen er gevochten werd tegen de Amerikanen. Hij was luitenant in de troepenmacht van generaal Tomas Mascardo en werd later tot kapitein bevorderd. Tijdens gevechten werd hij tot tweemaal toe neergeschoten en in de laatste maanden van de oorlog werd hij gevangengenomen. In zijn cel schreef hij twee toneelstukken waaronder het bekende stuk Sigalut. Na zijn vrijlating schreef hij nog diverse toneelstukken. Ook schreef hij in tijdschriften als El Liberal en La Publicidad. Samen met Modesto Joaquin hielp hij Luther Parker met het samenstellen van een Engels-Spaans-Pampango woordenboek. In 1906 was hij redacteur van het Pampango-tijdschrift Ing Imangabiran. In het tijdschrift verscheen (in diverse delen) zijn enige roman Lidia. Nadat Ing Imangabiran ophield te bestaan was hij nog redacteur van tijdschriften als Ing Balen en Ing Alipatpa. In dat laatste tijdschrift verscheen ook de eerste Pampango-vertaling van José Rizals Noli Me Tangere.
Soto overleed in 1918 op 51-jarige leeftijd. Hij was getrouwd met Julia Almeyda, met wie hij vijf kinderen kreeg. Na haar dood in 1903 hertrouwde hij met Rosario Zablan Palma. Met haar kreeg hij nog twee zoons.